# Departament Mono
Mono – jeden z 12 departamentów Beninu. Zajmuje powierzchnię 1605 km². W spisie ludności z 11 maja 2013 roku liczył 497 243 mieszkańców. 

## Położenie
Położony jest w południowej części kraju. Graniczy z państwem Togo, a także z innymi departamentami Beninu – Atlantique i Couffo. Od południa ograniczony jest przez Zatokę Gwinejską. 

## Historia
W 1975 roku ówczesny Dahomej zmienił nazwę na obecną, Benin. Wówczas utworzono również 6 prowincji, wśród nich między innymi Mono. 15 stycznia 1999 roku w wyniku reformy administracyjnej z Mono wydzielono departament Couffo. W wyniku tej samej reformy zmieniło nazewnictwo „prowincji” na „departamenty”. 

## Demografia
W 2013 roku populacja departamentu liczyła 497 243 mieszkańców. W porównaniu z 2002 rokiem rosła ona średnio o 2,92% rocznie. 
|  |